# Fred Kerley
Fredrick Lee Kerley (conocido como Fred Kerley; San Antonio, 7 de mayo de 1995) es un deportista estadounidense que compite en atletismo, especialista en las carreras de velocidad.
Participó en dos Juegos Olímpicos de Verano, obteniendo dos medallas, plata en Tokio 2020 y bronce en París 2024, ambas en la prueba de 100 m.
Ganó cinco medallas en el Campeonato Mundial de Atletismo entre los años 2017 y 2023, y una medalla de plata en el Campeonato Mundial de Atletismo en Pista Cubierta de 2018.
En agosto de 2025 fue suspendido provisionalmente por saltarse tres controles antidopaje.
Estudió el grado de Liderazgo Agrícola en la Universidad de Texas A&M.

## Palmarés internacional
| Juegos Olímpicos                     | Juegos Olímpicos         | Juegos Olímpicos  | Juegos Olímpicos |
| Año                                  | Lugar                    | Medalla           | Prueba           |
| ------------------------------------ | ------------------------ | ----------------- | ---------------- |
| 2020                                 | Tokio (Japón)            | Medalla de plata  | 100 m            |
| 2024                                 | París (Francia)          | Medalla de bronce | 100 m            |
| Campeonato Mundial                   |                          |                   |                  |
| Año                                  | Lugar                    | Medalla           | Prueba           |
| 2017                                 | Londres (Reino Unido)    | Medalla de plata  | 4 × 400 m        |
| 2019                                 | Doha (Catar)             | Medalla de oro    | 4 × 400 m        |
| 2019                                 | Doha (Catar)             | Medalla de bronce | 400 m            |
| 2022                                 | Eugene (Estados Unidos)  | Medalla de oro    | 100 m            |
| 2023                                 | Budapest (Hungría)       | Medalla de oro    | 4 × 100 m        |
| Campeonato Mundial en Pista Cubierta |                          |                   |                  |
| Año                                  | Lugar                    | Medalla           | Prueba           |
| 2018                                 | Birmingham (Reino Unido) | Medalla de plata  | 4 × 400 m        |